# Formatie van Heers
De Formatie van Heers of Heers Formatie (sic, afkorting: Hs) is een geologische formatie in de ondergrond van België. De formatie bestaat uit zand en mergel, afgezet tijdens het Paleoceen, in de ondiepe zee die België destijds bedekte.
De formatie is opgedeeld in twee leden: onderop ligt groen, glauconiethoudend zand (Lid van Orp), daarboven ligt een laag kalkrijke klei en mergel, waarin fossiele bladeren van planten gevonden worden (Lid van Gelinden). Deze opeenvolging is ontstaan tijdens een transgressie van de zee, waarbij het Zand van Orp in een kustnabije omgeving ontstaan is en de afzetting van Gelinden nog steeds in ondiep zeewater vormde, maar verder uit de kust. De formatie heeft een ouderdom uit het Midden- tot Laat-Selandien.
De Formatie van Heers komt voor in de ondergrond van het noorden en oosten van Vlaanderen. In de ondergrond van Limburg bereikt ze met ongeveer 60 meter haar grootste dikte. Ze ligt bovenop formaties uit het Krijt of Vroeg-Paleoceen, zoals de formaties van Opglabbeek en Houthem. Boven op de Formatie van Heers ligt vrijwel altijd de Formatie van Hannut (klei, zand en kalk uit het Laat-Paleoceen).
De leden van Orp en Gelinden worden ook in de Nederlandse ondergrond teruggevonden. In Nederland worden deze twee afzettingen laagpakketten genoemd en ingedeeld bij de Formatie van Landen.